# Замок Мильденштайн
Замок Мильденшайн (нем. Burg Mildenstein, ранее Замок Лайсниг (нем. Burg Leisnig)) — средневековый замок в немецком городе Лайсниг в федеральной земле Саксония. Основанный в X веке, он является одним из самых древних на территории современной Саксонии, и на протяжении своей истории служил резиденцией Салиев, Штауфенов и Веттинов.
Основанное в ранний период расселения немцев на восток (между 900 и 1000 годами), имперское укрепление (нем. Burgward) Lisnich было упомянуто уже в 1046 году; при этом речь, скорее всего, идёт о несохранившихся деревянных постройках.
В 1084 году Генрих IV передал замок Випрехту фон Гройчу. При нём около 1100 года была воздвигнута романская капелла — старейшее сохранившееся сооружение на территории замка. Випрехт фон Гройч в 1110 году был, однако, вынужден вернуть владение Лайсниг императору — в качестве выкупа за своего сына Випрехта III, впавшего в немилость из-за поддержки претензий своего дяди Борживоя II на чешский трон.
Швабский герцог Фридрих III (будущий император Фридрих Барбаросса) выкупил замок в 1147 году, сделав его владением Штауфенов. Однако уже в 1158 году — посредством обмена — замок в Лайсниге вернулся в состав коронных владений, и стал местопребыванием бургграфа. Примерно в этот период (последняя треть XII — начало XIII веков) были предприняты активные строительные работы: возведены мощные оборонительные стены, башни и сооружены оба бергфрида (главные башни).
В 1329 году бурграфы были вынуждены перейти под покровительство, а фактически — стать ленниками мейсенских маркграфов, полностью подчинивших себе владение Лайсниг в 1365 году.
При Вильгельме I замок, отныне называвшийся Мильденштайн (до того времени — замок Лайсниг), был кардинально перестроен для репрезентативных целей. В это время были построены главное жилое здание, пажеский корпус и большое складское помещение. Впрочем, Веттины почти никогда не использовали замок в качестве активной резиденции; он служил, в основном, для нужд местного управления.
В ходе Тридцатилетней войны замок был несколько раз осаждаем, и, как следствие, — частично разрушен, особенно, в своей передней части, которая в последующие времена всё более застраивалась гражданскими домами и, в итоге, превратилась в часть города Лайсниг.
Зимой 1706—1707 годов в Мильденштайне на короткое время останавливался Станислав Лещинский, соперник Августа Сильного в борьбе за польскую корону. Его главной целью были переговоры в рамках Альтранштедского мира.
На протяжении XVIII—XIX веков замок продолжал использоваться как курфюршеский саксонский окружной суд и тюрьма (вплоть до 1952 года). Кроме того, в его стенах были размещены квартиры для судебных чиновников.
В 1875 году — на волне увлечения «романтическим средневековьем» — Мильденштайн был частично отреставрирован, а его бергфрид превращён в башню обозрения. В 1890 году здесь был организован музей, посвящённый истории замка и его обитателей.
В настоящее время замок находится под управлением Государственных дворцов, замков и парков Саксонии, и открыт для посещения.